# Łazarz (Puhalo)
Łazarz, imię świeckie Lev Haler-Puhalo (ur. 12 stycznia 1941 w Lady Lake, Saskatchewan) – kanadyjski biskup prawosławny.

## Życiorys
W 1968 założył razem z Vasilim Novakshonoffem monaster Wszystkich Świętych Ziemi Amerykańskiej w Dewdney. W 1972 przyjął święcenia diakońskie z rąk biskupa Rosyjskiego Kościoła Prawosławnego poza granicami Rosji, następnie założył wydawnictwo „Synaxis Press”, kontynuował prace nad przekładami tekstów Ojców Kościoła. W 1980 z powodu głoszenia poglądów teologicznych niezgodnych z nauczaniem Kościoła został suspendowany. Przeszedł wówczas do Wolnego Serbskiego Kościoła Prawosławnego i w marcu 1981 przyjął święcenia kapłańskie z rąk biskupa Ireneusza (Kovačevicia). W tym samym roku i przed tym samym hierarchą złożył wieczyste śluby mnisze, przyjmując imię zakonne Łazarz.
W 1988 opuścił dotychczasową jurysdykcję i wstąpił do Kościoła Prawdziwie Prawosławnych Chrześcijan Grecji. Od działającego w tym niekanonicznym Kościele metropolity Ameryki Północnej i Południowej Paisjusza otrzymał godność archimandryty. Już dwa lata później uznawał jurysdykcję innej niekanonicznej Cerkwi – Synodu Mediolańskiego i w niej został wyświęcony na biskupa Vancouver. Rok później utworzył monaster Nowy Ostrog.
W 1994 wstąpił do niekanonicznego Ukraińskiego Kościoła Prawosławnego Patriarchatu Kijowskiego razem z całym Synodem Mediolańskim. W 1994 patriarcha kijowski Włodzimierz (Romaniuk) podniósł go do godności arcybiskupa ottawskiego i kanadyjskiego. W niekanonicznym Patriarchacie Kijowskim pozostawał do 2002. W tymże roku został przyjęty w jurysdykcję Kościoła Prawosławnego w Ameryce, gdzie uznano za ważne jego święcenia biskupie. Z tytułem emerytowanego arcybiskupa ottawskiego i kanadyjskiego nadal mieszka w założonym przez siebie monasterze w Dewdney.
Autor żywota św. Innocentego z Alaski.